# Селишче (Толмин)
Селишче (словен. Selišče, итал. Sellìschie di Tolmino) је насељено место у општини Толмин, Горишка регија, Словенија.

## Историја
До територијалне реорганизације у Словенији биле су у саставу старе општине Толмин.

## Становништво
У попису становништва из 2011. године, Селишче су имале 15 становника.
| Број становника према пописима | Број становника према пописима | Број становника према пописима |
| ------------------------------ | ------------------------------ | ------------------------------ |
| 1991                           | 2002                           | 2011                           |
| 28                             | 23                             | 15                             |